# えびさわなおき
えびさわなおき（1977年3月21日- ）は、日本のアコーディオン奏者・ピアニスト。東京都出身。
自身の所属する青山辺境伯等で作曲を行う他、シャンソン、ポップス歌手の伴奏、音源録音、舞台音楽の演奏・演劇に参加。大道芸人、ダンサーなどパフォーマーとの競演と幅広く活動中。2017年より、湯澤幸一郎（Vo）、青月泰山（Vc）とともに楽団「青山辺境伯」を結成。 南青山MANDALAを拠点に活動中。身長181cm、血液型B型。

## 来歴
幼少期より兄妹の影響でピアノを始め、2004年頃からシャンソン、ポップスの伴奏を始める。2010年、桑名正博のアコースティックライブツアーに参加、2016年より有村竜太朗のソロアルバム、ソロツアーなどにも参加。2011年、パリの展示会以降ロサンゼルスのストリートイベントなど活動の場を広げる。

## 活動
- ツインタワー（青月泰山と行うチェロとアコーディオンのユニット）
- 青山辺境伯